# Liste des évêques de Nocera Umbra
Cette liste recense les évêques qui se sont succédé sur le siège de Nocera Umbra, dans le nord de l'Italie.
La liste des évêques du premier millénaire est incertaine car il peut y avoir confusion dans les documents historiques entre le siège de Nocera Umbra en Ombrie et son homonyme de Campanie, Nocera Inferiore, siège du diocèse de Nocera Inferiore-Sarno. C'est pourquoi les évêques sont souvent mentionnés dans les deux listes et que l'on en retrouve dans la liste des évêques de Nocera.
En 1915, le diocèse de Nocera a pris le nom de diocèse de Nocera Umbra et de Gualdo Tadino. En 1974, Mgr Tomassini a été nommé évêque d'Assise ainsi que de Nocera et Gualdo, unissant les deux diocèses in persona episcopi. En 1986, par le décret Instantibus votis de la congrégation pour les évêques, les diocèses d'Assise et de Nocera Umbra-Gualdo Tadino ont été pleinement unis et le nouveau district ecclésiastique a pris le nom de diocèse d'Assise-Nocera Umbra-Gualdo Tadino.

## Évêques de Nocera
- Felice (vers 402-417)
- Celio Lorenzo (499-501)
- Aprile (mentionné en 502)
- Luitardo (mentionné en 826)
- Raciperto (844-861)
- Severino (mentionné en 887
- Benedetto ((mentionné en 950)
- Giuliano (967-968)
- Romano, O.S.B (1020- ?)
- Dodone (1024-1028)
- Ludovico (1057-1059)
- Agostino (mentionné en 1114)
- Lotario, O.S.B ((mentionné en 1125)
- Lorenzo (mentionné en 1131)
- Monaldo degli Atti (1144-1154)
- Offredo degli Atti (1154-1160)
- Anselmo degli Atti (1161-1196)
- Ugone Trinci (1196-1218)
- Saint Renaud (Rinaldo) O.S.B (1218-1222)
- Pelagio Pallavicino (1222-1228)
- Costanzo (1228- ?)
- Bevegnato Capucci (1230-1233)
- Guido Negusanti (1233- ?)
  - Egidio (1243-1248) administrateur apostolique
  - Berardo Merganti (1248-1254) administrateur apostolique
- Bienheureux Filippo Oderisi, O.S.B (1254-1285)
- Fidemondo (1285-1288)
- Bienheureux Giovanni Antignani (1288-1327)
- Bienheureux Alessandro Vincioli, O.F.M (1327-1363)
- Luca Ridolfucci Gentili (1363-1389)
  - Giovanni Nocario, O.F.M (1379-?) antiévêque
- Senzio di Matteo (1389-1403)
- Andrea da Montefalco, O.F.M (1404-1419)
- Tommaso Morganti, O.Cist (1419-1437)
- Antonio Bolognini (1438-1444) nommé évêque de Foligno
- Giovanni Marcolini, O.F.M (1444-1465)
- Antonio Viminale (1465-1470)
- Jacques Minutoli (1472-1476) nommé évêque d'Agde
- Giovanni Cerretani (1476-1492)
- Giacomo Breuquet (1492-1498)
- Matteo Baldeschi (1498-1508) nommé évêque de Pérouse
- Ludovico Clodio (1508-1514)
- Varino Favorino, O.S.B (1514-1537)
- Angelo Colocci (1537-1549)
- Girolamo Mannelli (1549-1592)
- Roberto Pierbenedetti (1592-1604)
- Virgilio Fiorenti (1605-1644)
- Orazio Giustiniani, C.O (1645-1646)
- Mario Montani (1646-1668)
- Giovanni Battista Amati (1669-1689)
- Marco Battista Battaglini (1690-1716) nommé évêque de Cesena
- Alessandro Borgia (1716-1724) nommé archevêque de Fermo
- Giovanni Battista Chiappé, O.S.H (1724-1768)
- Francesco Lorenzo Massajoli (1768-1800)
- Francesco Luigi Piervissani (1800-1848)
- Francesco Agostini (1848-1861)
- Antonio Maria Pettinari, O.F.M (1863-1881) nommé archevêque d'Urbino
- Rocco Anselmini (1882-1910)
- Nicola Cola (1910-1915) nommé évêque de Nocera et Gualdo

## Évêques de Nocera et Gualdo
- Nicola Cola (1915-1940)
- Domenico Ettorre (1940-1943)
- Costantino Stella (1945-1950) nommé archevêque de L'Aquila
- Giuseppe Pronti (1951-1974)
- Dino Tomassini (1974-1980)
- Sergio Goretti (1980-1986) nommé évêque d'Assise-Nocera Umbra-Gualdo Tadino

## Sources
- http://www.catholic-hierarchy.org